# Johnny Stecchino (romanzo)
(Commento di Johnny Stecchino ogni volta che vede di nascosto Dante)
Johnny Stecchino è il romanzo scritto da Roberto Benigni e Vincenzo Cerami dalla sceneggiatura del film omonimo, diretto da Benigni, ed uscito poco prima della pubblicazione del libro. Il romanzo è stato edito dalla Feltrinelli nel 1991.

## Trama
L'autista Dante Ceccarini passa le sue giornate portando a scuola dei ragazzi disabili; l'unico tra loro che gli è più caro è un giovanotto affetto dalla sindrome di Down di nome Lillo, malato anche di diabete. Tutto per Dante cambia quando s'incontra per la prima volta con Maria, una donna molto giovane, bella e molto misteriosa, in realtà è la moglie di un pericoloso boss mafioso divenuto pentito, Johnny Stecchino. Il boss, assai somigliante a Dante, decide di portarselo con sé in Sicilia per lasciarlo uccidere e poter fuggire in libertà.
A Palermo Dante, totalmente ignaro del raggiro, se la gode e crede addirittura di piacere a Maria, quando però comincia a fare brutti incontri con strana gente che gli consiglia di scappare o lo accusa di essersi pentito.

## Edizioni
- Roberto Benigni e Vincenzo Cerami, Johnny Stecchino, Napoli, Theoria, 1991,  p. 138, ISBN 8824102506.